# Carcelia occidentalis
Carcelia occidentalis är en tvåvingeart som först beskrevs av Jacques-Marie-Frangile Bigot 1889.  Carcelia occidentalis ingår i släktet Carcelia och familjen parasitflugor. Inga underarter finns listade i Catalogue of Life.